# Half of My Heart
"Half of My Heart" is een nummer van de Amerikaanse singer-songwriter John Mayer met gastvocalen van Taylor Swift. Het nummer verscheen op Mayers album Battle Studies uit 2009. Op 21 juni 2010 werd het uitgebracht als de derde single van het album.

## Achtergrond
"Half of My Heart" is geschreven door Mayer en geproduceerd door Mayer en Steve Jordan. Het nummer wordt gezongen door Mayer en Swift; de laatste zingt mee tijdens het refrein en de brug. Het duo zingt over hun gemengde gevoelens voor elkaar; waar de helft van hun hart zegt dat ze van elkaar moeten blijven houden, zegt de andere helft dat zij niet elkaars ware liefde zijn.
In maart 2009 gaf Mayer aan dat hij "Half of My Heart" graag met Swift op wilde nemen: "Ik ben nu al drie dagen op een rij wakker geworden met hetzelfde idee in mijn hoofd. Dat betekent dat het goed genoeg is om afgemaakt te worden. Het heet 'Half of My Heart' en ik wil het zingen met Taylor Swift. Zij zou een geweldige Stevie Nicks zijn in mijn Tom Petty-achtige nummer." Een nieuwere versie van het nummer werd opgenomen zonder Swift en bevat een andere instrumentatie.
"Half of My Heart" werd een hit in een aantal landen. In de Verenigde Staten kwam de single tot plaats 25 in de Billboard Hot 100 en piekte het daarnaast in de Adult Contemporary-lijst op de zevende plaats en in de Adult Top 40 op de tweede plaats. Ook in Canada en Australië werden de hitlijsten gehaald. Het werd de grootste hit in Nederland, waar het tot de vijftiende plaats in de Top 40 en de veertigste plaats in de Single Top 100 kwam.

## Hitnoteringen

### Nederlandse Top 40
| Hitnotering: 19-06-2010 t/m 28-08-2010 | Hitnotering: 19-06-2010 t/m 28-08-2010 | Hitnotering: 19-06-2010 t/m 28-08-2010 | Hitnotering: 19-06-2010 t/m 28-08-2010 | Hitnotering: 19-06-2010 t/m 28-08-2010 | Hitnotering: 19-06-2010 t/m 28-08-2010 | Hitnotering: 19-06-2010 t/m 28-08-2010 | Hitnotering: 19-06-2010 t/m 28-08-2010 | Hitnotering: 19-06-2010 t/m 28-08-2010 | Hitnotering: 19-06-2010 t/m 28-08-2010 | Hitnotering: 19-06-2010 t/m 28-08-2010 | Hitnotering: 19-06-2010 t/m 28-08-2010 | Hitnotering: 19-06-2010 t/m 28-08-2010 |
| Week                                   | 1                                      | 2                                      | 3                                      | 4                                      | 5                                      | 6                                      | 7                                      | 8                                      | 9                                      | 10                                     | 11                                     |                                        |
| -------------------------------------- | -------------------------------------- | -------------------------------------- | -------------------------------------- | -------------------------------------- | -------------------------------------- | -------------------------------------- | -------------------------------------- | -------------------------------------- | -------------------------------------- | -------------------------------------- | -------------------------------------- | -------------------------------------- |
| Positie                                | 37                                     | 21                                     | 19                                     | 15                                     | 17                                     | 16                                     | 17                                     | 18                                     | 23                                     | 28                                     | 33                                     | uit                                    |

### Single Top 100
| Hitnotering: 12-06-2010 t/m 16-10-2010 | Hitnotering: 12-06-2010 t/m 16-10-2010 | Hitnotering: 12-06-2010 t/m 16-10-2010 | Hitnotering: 12-06-2010 t/m 16-10-2010 | Hitnotering: 12-06-2010 t/m 16-10-2010 | Hitnotering: 12-06-2010 t/m 16-10-2010 | Hitnotering: 12-06-2010 t/m 16-10-2010 | Hitnotering: 12-06-2010 t/m 16-10-2010 | Hitnotering: 12-06-2010 t/m 16-10-2010 | Hitnotering: 12-06-2010 t/m 16-10-2010 | Hitnotering: 12-06-2010 t/m 16-10-2010 | Hitnotering: 12-06-2010 t/m 16-10-2010 | Hitnotering: 12-06-2010 t/m 16-10-2010 | Hitnotering: 12-06-2010 t/m 16-10-2010 | Hitnotering: 12-06-2010 t/m 16-10-2010 | Hitnotering: 12-06-2010 t/m 16-10-2010 | Hitnotering: 12-06-2010 t/m 16-10-2010 | Hitnotering: 12-06-2010 t/m 16-10-2010 | Hitnotering: 12-06-2010 t/m 16-10-2010 | Hitnotering: 12-06-2010 t/m 16-10-2010 | Hitnotering: 12-06-2010 t/m 16-10-2010 |
| Week                                   | 1                                      | 2                                      | 3                                      | 4                                      | 5                                      | 6                                      | 7                                      | 8                                      | 9                                      | 10                                     | 11                                     | 12                                     | 13                                     | 14                                     | 15                                     | 16                                     | 17                                     | 18                                     | 19                                     |                                        |
| -------------------------------------- | -------------------------------------- | -------------------------------------- | -------------------------------------- | -------------------------------------- | -------------------------------------- | -------------------------------------- | -------------------------------------- | -------------------------------------- | -------------------------------------- | -------------------------------------- | -------------------------------------- | -------------------------------------- | -------------------------------------- | -------------------------------------- | -------------------------------------- | -------------------------------------- | -------------------------------------- | -------------------------------------- | -------------------------------------- | -------------------------------------- |
| Positie                                | 80                                     | 85                                     | 67                                     | 62                                     | 69                                     | 52                                     | 50                                     | 45                                     | 42                                     | 40                                     | 48                                     | 59                                     | 46                                     | 50                                     | 65                                     | 46                                     | 51                                     | 69                                     | 94                                     | uit                                    |

### NPO Radio 2 Top 2000
| Nummer met noteringen in de NPO Radio 2 Top 2000 | '10 | '11  | '12 | '13 | '14  | '15  |
| ------------------------------------------------ | --- | ---- | --- | --- | ---- | ---- |
| Half of My Heart                                 | 811 | 1327 | 864 | 986 | 1557 | 1865 |

1. ↑  Een vetgedrukt getal geeft de hoogste notering aan.
2. ↑  2010 was het eerste jaar met een notering voor dit nummer.
3. ↑  Deze tabel is bijgewerkt tot en met de laatste editie (2024).